# Ann Hampton Callaway
Ann Hampton Callaway (Chicago, 30 maggio 1958) è una cantautrice jazz statunitense.
Pianista ed attrice nota in tutto il mondo per essere stata l'autrice e cantante della nota sigla televisiva americana La tata (The Nanny), andata in onda per la prima volta nel paese di origine nel 1993 dalla rete televisiva CBS. È una cantante multiplatino, autrice di brani anche per altri illustri colleghi come per Barbra Streisand, protagonista nel musical di Broadway Swing.

## Discografia
CD
- At Last (2009), Telarc
- Blues In the Night (2006), Telarc
- Who Can See The Blue The Same Again? (2005), Dismakers Single CD
- Slow (2005), Shanachie Records
- After Ours (1997), Denon Records
- Ann Hampton Callaway, (1992) DRG Records
- Bring Back Romance (1994), DRG Records
- Easy Living (1999), Shanachie Records
- Sibling Revelry with Liz Callaway, (1996) DRG Records
- Signature (2002), Shanachie Records
- This Christmas (1998), After 9 Records/Angel Records
- To Ella With Love (1996), Shanachie Records